# نووا وس و سویتله
نووا وس و سویتله (به چکی: Nová Ves u Světlé) یک منطقهٔ مسکونی در جمهوری چک است که در ناحیه هاولیتشکوف برود واقع شده‌است.